# Lamkawe
Lamkawe is een bestuurslaag in het regentschap Pidie van de provincie Atjeh, Indonesië. Lamkawe telt 505 inwoners (volkstelling 2010).